# Aglaoschema tarnieri
Aglaoschema tarnieri är en skalbaggsart som först beskrevs av Bates 1870.  Aglaoschema tarnieri ingår i släktet Aglaoschema och familjen långhorningar. Inga underarter finns listade i Catalogue of Life.